# Apostille

Parteien zum Apostille-Übereinkommen
Beitrittsländer (Mitglieder der HCCH)
Beitrittsländer (Nicht-Mitglieder der HCCH)
Länder, bei denen das Übereinkommen noch nicht in Kraft getreten ist

Die Apostille (Wortherkunft griechisch-neulateinisch), auch bekannt als Haager Apostille, ist eine Beglaubigungsform im internationalen Urkundenverkehr. Sie wird im Rechtsverkehr zwischen jenen Staaten verwendet, die Mitglieder des multilateralen Haager Übereinkommens Nummer 12 zur Befreiung ausländischer öffentlicher Urkunden von der Legalisation sind. Sie bestätigt die Echtheit der Unterschrift, die Eigenschaft, in welcher der Unterzeichner gehandelt hat, und gegebenenfalls die Echtheit des Siegels oder Stempels, mit dem die Urkunde versehen ist (Artikel 3 des Übereinkommens).

## Geschichte

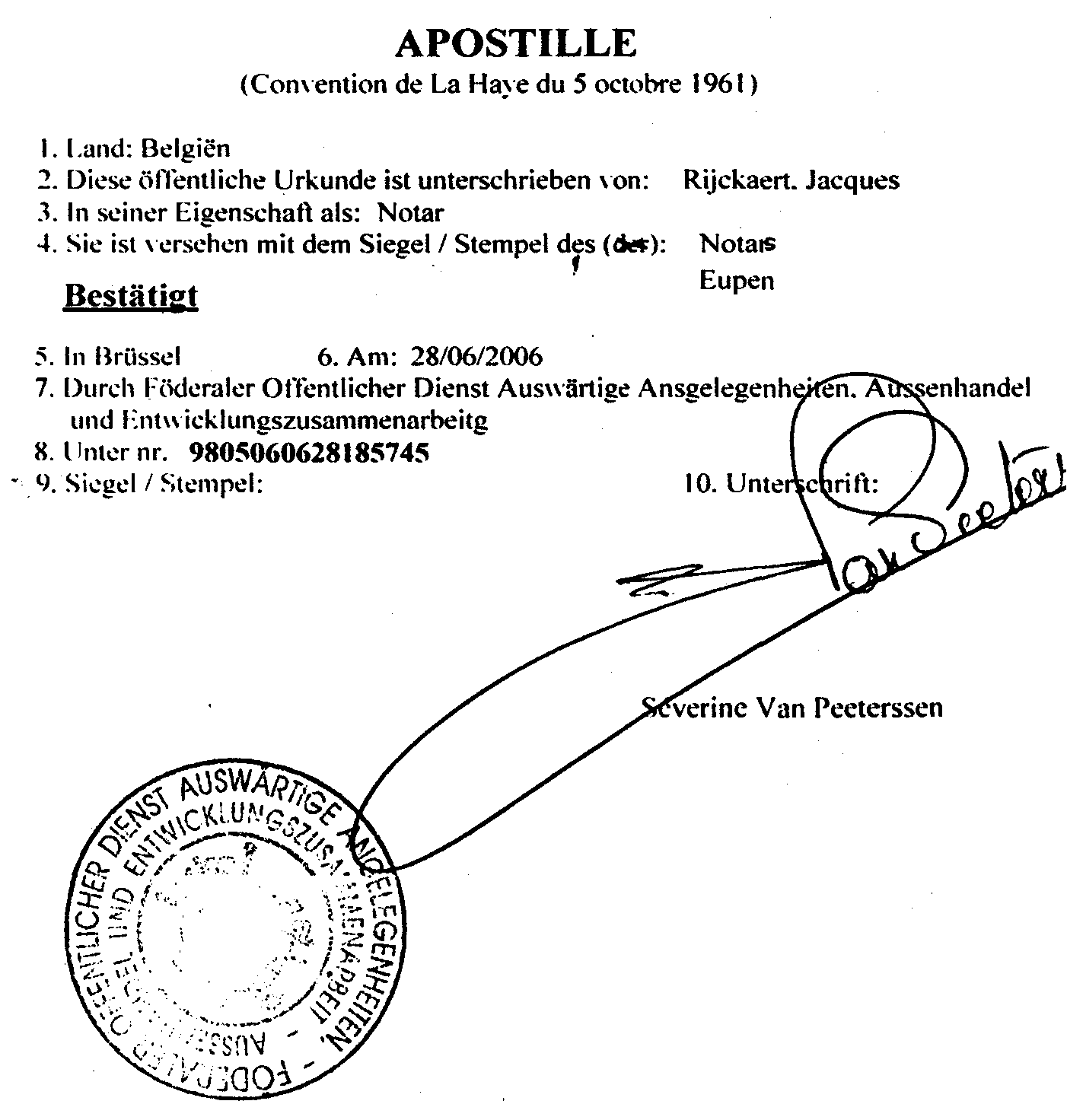
Apostille für ein belgisches Dokument

Die Apostille ist die Beglaubigungs- oder Legalisationsform, die zwischen den Vertrags- oder Mitgliedstaaten des multilateralen Übereinkommens Nummer 12 der Haager Konferenz für Internationales Privatrecht im Jahre 1961 eingeführt wurde. Die Vereinfachung des Rechtsverkehrs, die mit diesem Übereinkommen erreicht werden konnte, trägt heute wesentlich zur Entwicklung der Globalisierung bei, weil sie internationale Rechtswege rasch und unbürokratisch ermöglicht.

## Funktionsweise
Die Apostille wird auf öffentliche Urkunden gesetzt. Welche Urkunden als öffentliche Urkunden anzusehen sind, regelt Artikel 1 des Übereinkommens, wobei jeweils innerstaatliches Recht der Ausstellungsbehörde zur Anwendung kommt. Die Apostille ist mittels eines Stempels (Stampiglie) in der Form eines Quadrates mit einer Seitenlänge von mindestens neun Zentimetern darzustellen. Sie kann in der Amtssprache der ausstellenden Behörde ausgefüllt sein. Es werden darin genau zehn durchnummerierte Punkte (Daten) angegeben. Die Überschrift Apostille (Convention de La Haye du 5 octobre 1961) ist zwingend in französischer Sprache vorgesehen (Artikel 4). Seit 2007 baut die Haager Konferenz in Zusammenarbeit mit dem Verband US-amerikanischer Notare (National Notary Association) eine Internet-Applikation aus, mit der das Administrationsregister geführt und die Apostille in elektronischer Form ausgestellt werden kann. Dies wird es in Zukunft ermöglichen, die Richtigkeit des Zustandekommens einer Apostille jederzeit und an jedem Ort der Welt zu überprüfen. Die Apostille wird von den jeweiligen staatlichen Stellen nur für Urkunden aus dem Tätigkeitsbereich der öffentlichen Verwaltung ausgestellt. Für notariell oder gerichtlich beurkundete Privaturkunden und öffentliche Urkunden, die der Rechtsprechung zuzuzählen sind, wird die Apostille in Deutschland und Österreich von den Gerichten hergestellt. Teilweise sind auch die jeweiligen Ministerien (bzw. Senatsverwaltungen) für Justiz dafür zuständig. In der Schweiz werden ausschließlich Verwaltungsorgane tätig.
Das Verfahren zur Beglaubigung durch Apostille kommt gemäß Artikel 8 des Übereinkommens allerdings nur dann zur Anwendung, wenn die sonst geltenden Bestimmungen strenger wären. Sind diese Bestimmungen hingegen leichter oder gewähren sie eine völlige Befreiung von der Beglaubigung, dann darf das Haager Beglaubigungsübereinkommen zu keiner Verschlechterung führen. Das betrifft innerhalb der Europäischen Union beispielsweise zahlreiche Personenstandsurkunden, die in der Verordnung (EU) 2016/1191 genau aufgeführt sind und für die keine Überbeglaubigung notwendig ist.

## Inhalt
Eine Apostille enthält die folgenden zehn Informationen:
- Informationen über die Urkunde
  - 1. Ausstellungsland
  - 2. Name der Person, welche die zugehörige Urkunde unterschrieben hat
  - 3. Eigenschaft der Person zu Nr. 2
  - 4. Information mit welchem Siegel die Urkunde versehen wurde
- Informationen zur Bestätigung
  - 5. Ort der Bestätigung
  - 6. Datum
  - 7. Bestätigende Stelle
  - 8. Nummer des Vorgangs
  - 9. Siegel der bestätigenden Stelle
  - 10. Unterschrift

## Mitglieder des Übereinkommens
Aktuell beträgt die Zahl der Vertrags- und Mitgliedstaaten 127. Der Beitritt eines neuen Staates bedarf der Hinterlegung der Beitrittsurkunde beim Ministerium für Auswärtige Angelegenheiten der Niederlande. Nach Durchführung einer „Aufnahmeroutine“ tritt der Beitritt in Kraft. Gegen den Beitritt mehrerer Staaten haben andere Mitgliedsstaaten Einsprüche erhoben. Begründet werden diese Einsprüche damit, dass Staaten die eigene Bevölkerung vor Nachteilen schützen wollen. In diesen Fällen wird der Beitritt der beeinspruchten Länder nur im bilateralen Verhältnis zu den einsprechenden Staaten nicht wirksam. Im Verhältnis zu den übrigen Mitgliedsstaaten tritt der Beitritt jedoch voll in Kraft. Deutschland hat Einsprüche erhoben gegen Aserbaidschan, Burundi, die Dominikanische Republik, Indien, Kirgisistan, Kosovo, Liberia, Marokko, Moldawien (offizielle deutsche Bezeichnung: Moldau), Mongolei, Pakistan, die Philippinen, Tadschikistan, Tunesien und Usbekistan. Im bilateralen Verhältnis der Bundesrepublik Deutschland und diesen Staaten kommt die Apostille daher nicht zur Anwendung. Das Übereinkommen ist für die Bundesrepublik Deutschland zurzeit nur gegenüber 101 Staaten in Kraft. Im übrigen deutschsprachigen Raum gelten hiervon teilweise unterschiedliche Bestimmungen. Österreich hat etwa nur gegen die Dominikanische Republik, Kirgisistan, Mongolei und Usbekistan Einspruch erhoben. Am 30. Januar 2023 hat Österreich seinen Einspruch gegen den Beitritt der Dominikanischen Republik zurückgezogen, seitdem ist Deutschland nunmehr das einzige Land, welches die Urkunden der Dominikanischen Republik nicht anerkennt. Dies führt dazu, dass deutsche Urkunden, die von diesen Einschränkungen betroffen sind, in vielen Fällen in Österreich beglaubigt und mit der Apostille versehen werden können. Durch die völlige Befreiung von der Beglaubigung zwischen der Bundesrepublik Deutschland und Österreich sind solche in Österreich ausgestellten Urkunden in der Bundesrepublik Deutschland uneingeschränkt wirksam und gültig.
Das multilaterale Übereinkommen wurde ursprünglich für die Dauer von fünf Jahren geschlossen. Es wird, außer im Falle der Kündigung, jeweils um die Dauer von fünf Jahren stillschweigend verlängert. Archivar ist die Regierung der Niederlande. Der Mitgliederstand nimmt derzeit ständig zu und umfasst bereits viele große und wichtige Wirtschaftsräume. Das Übereinkommen wurde in französischer und englischer Sprache verfasst. Im Streitfalle gilt die französische Fassung. Für den Gebrauch in Deutschland und Österreich wurde eine gemeinsame amtliche deutsche Übersetzung hergestellt.